# Lake Sonoma 50
La Lake Sonoma 50, aussi appelée LS 50, est un ultra-trail de 50 milles organisé chaque année en Californie, aux États-Unis. Il se dispute fin mars ou surtout début avril sur un parcours en boucle sur les rives du lac Sonoma, dans le comté de Sonoma. La première édition a eu lieu en 2008, celle de 2011 a été annulée.

## Palmarès
| Édition | Date              | Hommes          | Hommes                     | Hommes          | Femmes          | Femmes                       | Femmes          |
| ------- | ----------------- | --------------- | -------------------------- | --------------- | --------------- | ---------------------------- | --------------- |
|         |                   | Rang            | Athlète                    | Temps           | Rang            | Athlète                      | Temps           |
| 1re     | 12 avril 2008     | 1er             | Dan Barger                 | 8 h 24 min 31 s | 8e              | Clare Abram                  | 9 h 44 min 13 s |
| 2e      | 28 mars 2009      | 1er             | Jonathan Olsen             | 7 h 30 min 58 s | 7e              | Suzanna Bon                  | 8 h 43 min 30 s |
| 3e      | 27 mars 2010      | 1er             | Hal Koerner                | 7 h 08 min 20 s | 10e             | Devon Crosby-Helms           | 8 h 26 min 53 s |
|         | 2011              | édition annulée | édition annulée            | édition annulée | édition annulée | édition annulée              | édition annulée |
| 4e      | 14 avril 2012     | 1er             | Dakota Jones               | 6 h 17 min 27 s | 16e             | Joelle Vaught                | 7 h 52 min 44 s |
| 5e      | 13 avril 2013     | 1er             | Sage Canaday               | 6 h 14 min 55 s | 23e             | Cassandra Scallon            | 7 h 47 min 42 s |
| 6e      | 12 avril 2014     | 1er             | Zach Miller                | 6 h 11 min 10 s | 15e             | Emily Harrison               | 7 h 26 min 15 s |
| 7e      | 11 avril 2015     | 1er             | Alex Varner                | 6 h 09 min 39 s | 12e             | Stephanie Howe               | 7 h 08 min 23 s |
| 8e      | 9 avril 2016      | 1er             | Jim Walmsley               | 6 h 00 min 52 s | 13e             | Yiou Wang                    | 7 h 14 min 45 s |
| 9e      | 15 avril 2017     | 1er             | Sage Canaday — 2e victoire | 6 h 17 min 55 s | 9e              | Yiou Wang — 2e victoire      | 7 h 24 min 34 s |
| 10e     | 14 avril 2018     | 1er             | Jim Walmsley — 2e victoire | 5 h 51 min 16 s | 11e             | Keely Henninger              | 7 h 13 min 55 s |
| 11e     | 13 avril 2019     | 1er             | Jared Hazen                | 6 h 08 min 29 s | 14e             | Anna Mae Flynn               | 7 h 25 min 15 s |
|         | 2020              | édition annulée | édition annulée            | édition annulée | édition annulée | édition annulée              | édition annulée |
| 12e     | 15 septembre 2021 | 1er             | Mario Mendoza              | 7 h 10 min 13 s | 4e              | Keely Henniger — 2e victoire | 7 h 40 min 20 s |
| 13e     | 9 avril 2022      | 1er             | Matthew Seidel             | 7 h 07 min 14 s | 4e              | Brittany Charboneau          | 7 h 27 min 14 s |
| 14e     | 8 avril 2023      | 1er             | Drew Holmen                | 6 h 44 min 20 s | 11e             | Erin Clark                   | 7 h 49 min 27 s |
| 15e     | 13 avril 2024     | 1er             | Francesco Puppi            | 6 h 30 min 17 s | 6e              | Lindsay Allison              | 8 h 44 min 11 s |